# Етамп
 Тази статия е за града във Франция.  За окръга вижте Етамп (окръг).  За кантона вижте Етамп (кантон).
Етамп (на френски: Étampes) е град в региона Ил дьо Франс, северна Франция, административен център на кантон Етамп и окръг Етамп в департамента Есон. Населението му е 24 422 души (по данни от 1 януари 2016 г.).
Разположен е на 69 m надморска височина в Парижкия басейн, на 48 km южно от центъра на столицата Париж. Селището съществува от Античността, а през Средновековието е укрепен кралски град. Етамп е център на малка агломерация с население около 27 хиляди души, включваща още селищата Бриер ле Сел и Морини-Шампини.

## Известни личности
Родени в Етамп
- Етиен Жофроа Сент-Илер (1772 – 1844), зоолог